# Leni Björklund

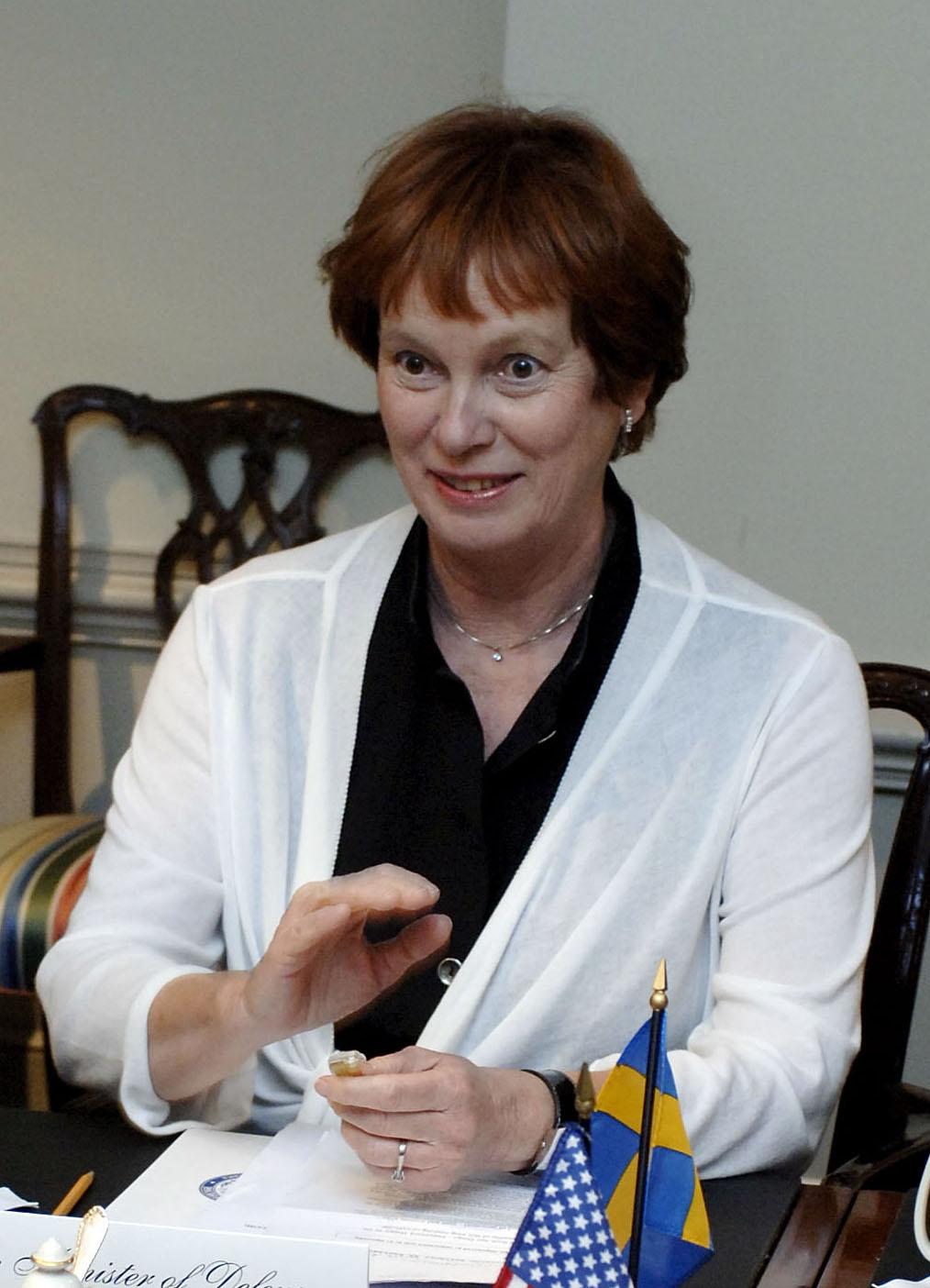
Leni Björklund (2007)

Leni Christina Elisabeth Björklund (* 5. Juli 1944 in Enskede, Schweden) ist eine schwedische sozialdemokratische Politikerin.

## Leben
Vom 21. Oktober 2002 bis zur Ablösung der sozialdemokratischen Regierung durch die bürgerliche Allianz-Regierung am 6. Oktober 2006 war sie, als erste Frau in diesem Amt, Verteidigungsministerin im Kabinett von Göran Persson. Zuvor war Björklund Generalsekretärin der Schwedischen Kirche (ab 1999).